# Inderpal Siwatch
Inderpal Siwatch (ur. 17 marca 1985 r. w Jatwas) – indyjski wioślarz.

## Osiągnięcia
- Mistrzostwa Świata – Monachium 2007 – czwórka bez sternika – 23. miejsce[1].
- Mistrzostwa Świata – Poznań 2009 – czwórka bez sternika – 16. miejsce[1].